# ターミネーターの登場人物
ターミネーターの登場人物は、ターミネーターシリーズに登場する人物の一覧である。
本記事ではキャスト情報についても記載するが、日本語吹き替えについては各作品の記事を参照。

## 主要登場人物
ターミネーターについては以下を参照。
- T-シリーズ
  - T-800
  - T-1000
  - T-X
  - TOK715

ジョン・コナー（John Connor）
演 - エドワード・ファーロング、マイケル・エドワーズ（中年）、ダルトン・アボット（幼児期）（T2）、ニック・スタール（T3）、クリスチャン・ベール（T4）、トーマス・デッカー（TSCC）、ジェイソン・クラーク（TG）、 エドワード・ファーロング・ジュード・コリー（TDF）
1985年2月28日生まれ。サラ・コナーとカイル・リースの一人息子。「審判の日」で機械が引き起こした核戦争で、スカイネットに対抗する人類抵抗軍の指揮官となる存在。特殊な環境で育ったこともあり、子供時代からバイクを乗り回しATMをクラッキングするなど電子機器やコンピュータとの親和性が強い。成長後も機械軍のメカの利用に積極的。諸事情により毎作品ごとに演者は異なるが、抵抗軍指導者の姿は顔の左側の大きな傷跡がトレードマーク。
T1
本人は登場せず。劇中ではカイルの話で名前が挙げられ、ラストではサラがジョンを妊娠した状態で登場する。2029年の世界では、1984年に旅立つ前のカイルに、「私のことでご迷惑をおかけしますが、未来は貴方の生き方にかかっていますので、どうか強く勇敢に生き抜いて、必ず私を産んでください。」といったサラへのメッセージを伝えている。
T2
設定年齢は10歳。サラが逮捕されて精神病院へ収容されているため、里親のヴォイト夫妻に預けられていた。サラと共に世界各地を転々としていた頃に武器の扱いや車両の運転、コンピュータ技術、スパイ活動を教わっており、クラッキングには特に秀でている。サラが精神病と診断された結果、それまで聞かされていたターミネーターや未来の話、母親自身のことも信用できなくなり、友人との万引きや不法侵入、ATMの不正取引、バイクの無免許運転などに手を染める非行少年となっていた。しかし、T-1000に殺されそうになったところをT-800に助けられ、サラの言ったことが真実であったと確信し病院から救出する。審判の日を防ぐため、T-800、サラ、ダイソンと共にサイバーダイン社へ侵入し、保存されていたT-800の残骸とチップを破壊するため持ち去る。さらに、追ってきたT-1000を倒して審判の日の到来を防いだ。生まれる前に死んだ父に対する、形の無い欠落感や喪失感を滲ませ、T-800との邂逅そして別離により、父親とその喪失をあらためて知る。不良ではあるが人を害することを嫌い、事件に巻き込まれ家を出た際には不仲だった里親のことも心配したり、しばしばT-800を制止し、人間に近くなるよう教育する場面もあり、未来の指導者としてのリーダーシップの片鱗はこの頃から窺える。短いシーンだが、未来における戦争で、たくましく成長し指導者を務める姿も描かれている。なお、カットされた別エンディングでは平和となった2029年で上院議員となり、娘を授かっている。『T2』でのジョンは銃撃戦ではサラやT-800のリロードを手伝うのみで自ら発砲しない。これは監督のジェームズ・キャメロンが子供に銃を持たせたくないという配慮をしたためである。
T3
前作から10年後だが、前作の時点で13歳となっており、本作では23歳。「審判の日」を阻止した結果、人生の目的意識を見失い、母が死んだ日から肉体労働とバイクでの放浪生活を送っていたが、武器の扱いなどのサバイバル技術の数々は失われていない。バイクで走行中に自損事故を起こし、鎮痛剤を求めて侵入した動物病院でケイトと再会。目の前にT-800に似たT-850が現れ、かつてのサイバーダイン社襲撃は審判の日を阻止したのではなく、スカイネットの誕生を遅らせて先延ばしにしただけだと聞かされ、未来で妻となるはずのケイトと共にT-Xの追跡から逃れる。スカイネットの出現を再び阻止するため、鍵を握るケイトの父・ロバートの指示でクリスタル・ピークへ向かうが、そこは政府要人用に用意された核シェルターであった。スカイネットの出現は阻止できないと知り、核攻撃で混乱する軍の生き残りたちと交信して、「指導者」として生きることを決意する。2032年には思い入れのあったT-800と同じ外見（101型）のT-850によって殺害されることが明かされるが、直接の描写は無い。
T4
抵抗軍のメンバーだが、この時点では最高指導者ではなくカリフォルニア方面に展開する部隊を率いて前線に出ている。戦いの傍らでは人間狩りを行うターミネーターから身を潜めて暮らす人々をラジオを通して激励し、T-600に対抗する方法などを教えている。
T-RIPとなっていたマーカスを当初は新型ターミネーターと疑い敵意を向けるが、彼からカイルがスカイネットに囚われたことを聞き共闘する。スカイネットセントラルにおいてT-800試作機との激しい戦闘の末に致命傷を負ってしまうが、マーカスの心臓を移植される。また、未来におけるジョンの顔の傷が、終盤でT-800試作機の浴びた溶鉱が固まって生じた爪による傷であることが明かされる。妻のケイトとの間に子供を授かっている。
TG
抵抗軍を率いてタイムマシン施設を攻撃し、スカイネットを倒した後にカイルを1984年へ送り出すが、その最中に部下に擬態していたターミネーターに襲われて、人体改造用のナノマシンを体内に仕込まれてしまい新型ターミネーター・T-3000と化す。その後は2014年に送られ、ジェニシス（スカイネット）を守護しながら完成させ、「審判の日」を起こすべくサイバーダイン社に未来の技術を供与していくことで会社の信頼を勝ち取り、ジェニシス（スカイネット）による人類殲滅を準備していた。自身のターミネーター化を隠してサラとカイルに近づくも、T-800（守護者）によって阻まれ、戦いの末に試作タイムマシンの時空変異エネルギーの渦の中で消滅した。サラやカイルの前で正体を露見する際に、容姿変換能力でトレードマークというべき顔の傷を消すシーンがある。
TDF
「審判の日」を乗り越え、サラと1998年にグアテマラのビーチを訪れる。そこで、かつてのT-800に酷似したターミネーター （後のカール）と遭遇し、呆然としていた所を撃たれ殺害される。
TSCC
偽名を使い高校に通っている。逃亡生活を強いる母に反抗しているが、度重なる戦いを経て、少年から戦士、指導者へ成長しようとする姿が描かれる。
新T2
設定年齢は16歳。養父母であるヴォイト夫妻殺害容疑で、FBIに指名手配されている。偽名を使ってパラグアイで平穏に過ごしており、士官学校では抜群の成績を収める優等生に成長するが、未来から再び訪れた刺客と完全に消滅させたはずのスカイネット開発計画がサイバーダイン社で復活したことを知り、再び立ち上がる。

サラ・コナー（Sarah Connor）
演 - リンダ・ハミルトン（T1、T2、TDF、T4「音声のみ」）、レナ・ヘディ（TSCC）、エミリア・クラーク（TG）
ジョンの母であり、「審判の日」を阻止するために戦う女戦士。
T1
設定年齢は19歳（1964〜65年生まれ）。カイルが現れる前までは友人とシェアハウスで暮らし、地元のハンバーグレストランでアルバイトするごく普通の女子大生だった。しかし未来の世界では、抵抗軍のリーダーを産む母としてスカイネットに認識されており、送り込まれたT-800に命を狙われる。救助に志願して未来から来たカイルに命を救われるも彼の話を信じず最初は逃げようとしていたが、度重なる襲撃を共に切り抜ける内に好意を持つようになる。T-800との壮絶な戦いの末にカイルは死亡するが、闘志に目覚めはじめたサラは自身も負傷しながらも、カイルとの戦いで上半身のみとなったT-800をプレス機で葬り去る。その後、自身の胎内に宿ったカイルの息子・ジョンを、未来の人類を救うために守り育てることを決心する。ジョンに向けて録音メッセージを残しており、これを含めて、特に『T2』と『TSCC』では劇中に彼女の独白が多く、シリーズの語り部的存在とも言える。ラスト付近で撮影された写真は後々ジョンからカイルに贈られるが、焼失する（後述）。
T2
設定年齢は29歳。自らを鍛え上げて戦士となり、スカイネット誕生を阻止するためにサイバーダイン社の爆破を試みるが失敗し、妄想患者と見なされてペスカデロ警察病院へ収容されていた。未来のことについて誰からも信じてもらえず、孤独な戦いを続けているため、猜疑心が強く激情的な振る舞いが目立ち、幼い息子からたしなめられることもしばしば。物語の半年前、自身の言っていたことを妄想であると認めて治療が進んだと思わせジョンと話せる監視のゆるい病棟に移れるよう、シルバーマンと約束していた。しかし、その策は嘘を見抜かれて失敗し、虚脱状態を装って隙をうかがい、脱獄の機会を待つ。その最中、新たに出現したT-800について過去の事件と関連付けて聴取しに来た刑事たちから聞かされ、ジョンを守るため脱獄を決行。途中で現れたT-800に恐怖で錯乱しながらも、ジョンの仲介で理性を取り戻しT-1000を振り切って脱走に成功する。最初はT-800を信じず破壊しようとするが、ジョンの懇願を聞き入れたのと、共に行動する中でジョンとT-800との掛け合いや交流を見るうちに次第に自分を襲った個体とは違い、自らとジョンの味方であることとジョンの保護者に相応しい存在であることを認識し、考えを改めていく。その後、国境近くの友人のもとで隠れていたが、核戦争の悪夢を見て未来を変える決心を新たにし、衝動的にスカイネット開発者のダイソン暗殺に向かう。しかし、妻子に庇われ、家族は助けてほしいと懇願するダイソンに向かって引き金を引けず、駆けつけたジョンに制止される。ダイソンを説得して同行させ、ジョンやT-800と共にサイバーダイン社に乗り込んで爆破に成功し、再び襲来したT-1000を負傷しながらもT-800と共に破壊する。最後には、自滅を望んだT-800から自身を溶鉱炉に沈めるよう頼まれる。ジョンを保護し、身を呈して守り抜いてくれたことに感謝の握手を交わした後、溶鉱炉へ没するT-800をジョンと共に見送った。
カットされた別バージョンのエンディングでは、平和となった2029年でジョンの子供（すなわち孫）を持つ老女となっている。
T3
作中では故人であるため名前のみ登場。ジョンによると『T2』の直後に白血病を発症し、余命半年と宣告されていたが、3年も持ちこたえて1997年に審判の日が訪れないことを見届けて死去したという。しかし、ジョンにも伏せていたが審判の日が本当に訪れないか疑問を抱き、起こるかもしれない戦いに備えて、自分の棺には遺体に代えて大量の武器弾薬を隠させていた。この武器を利用したT-850によると遺体はメキシコで荼毘に付され、遺灰は同志の手で海に散骨されたとのこと。墓標から1959年生まれであることがわかるが、前述の理由から偽っていた可能性もある。
T4
既に亡くなっているため、録音された声と写真のみが登場する。小説版では、『T2』でペスカデロに収監されていた件について、ジョンとアッシュダウンなどが語るシーンがある。
TG
1973年にT-1000の襲撃で両親を失い、T-800（守護者）の庇護の下で戦士としての訓練を積んでいた。そのため自分を守るために来たカイルには「守られる必要なんてない」と突き放した態度をとるが、これは本来自分が辿るはずだった未来（カイルと結ばれジョンを授かること、カイルが自分を守って死ぬこと）のことを守護者から聞かされていたためであり、「もう自分のせいで誰かに死んでほしくない」という彼女なりの配慮だった。
TDF
審判の日を防ぎ、1998年にジョンと共にグアテマラで平穏なひと時を過ごしていたが、目の前でジョンをT-800に殺害される。息子を守れなかった後悔から酒浸りの日々を送っていたが、ターミネーターの襲来予測日時と場所を何者かから匿名で送られてくるメールによって教えられ、独りでターミネーター狩りを続けていた。
サイバーダインを爆破した凶悪犯として、アメリカ国内のうち50州で指名手配されている。そして2020年、メールの情報で新しいターミネーターの出現を知り、赴いた先のメキシコでRev-9に狙われるダニーと出会う。ダニーを守るために未来から来たグレースより、人類が新たに作り出したAI「リージョン」によって抹殺の対象となる未来を聞いて、一度は完全に絶った可能性を繰り返そうとする人類の業に呆れ返るも、自らと同じ運命を背負うことになったダニーを守るために、新たな戦いへ身を投じる。
TSCC
同作では主人公。設定年齢は33歳（1965〜66年生まれ）。『T2』でサイバーダイン社を爆破した際、ダイソンを殺害したとして指名手配されている。このため、知人から複数回にわたり偽のIDを入手し、各地を転々としながら生活している。しかし、偽名は一貫して「サラ・リース」であることをキャメロンに指摘される。『T3』の設定とは異なり、2005年にガンで死亡すると設定されている。
新T2
サイバーダイン社爆破及びダイソン殺害容疑で、FBIに指名手配されている。「スーザン・クリーガー」という偽名を使い、逃亡先のパラグアイで運送会社を経営している。ジョンと共にスカイネットの復活を阻止すべく、再び立ち上がる。

ケイト（キャサリン）・ブリュースター/ケイト・コナー（Katherine “Kate” Connor（Brewster））
演 - クレア・デーンズ（T3）、ブライス・ダラス・ハワード（T4）
ジョンと同じウエストヒルズ中学に通っていた同級生。未来でのジョンの妻かつ副司令官。T-1000とT-800が現れる前日には、マイクの自宅の地下室でジョンとファーストキスまで経験済みの恋人であった。
T3
設定年齢23歳。2004年時点ではスコットと婚約しており、エミリー動物病院に獣医として勤務している。急患で病院へ行った時にジョンと再会し、彼の異様さから薬物中毒者と見なしてエアガンを取り上げて犬の檻に閉じ込め、その後で彼がジョンであると気付いた。そこへ抵抗軍メンバーを殺害すべく現れたT-Xに狙われ、T-850とジョンに助けられて逃亡するものの、最初は2人をギャングの類だと思い込んでいた。しかし、スコットをT-Xに殺され、ジョンと再び行動することになる。T-Xのターゲットには父でありスカイネットの開発者でもあるロバートが含まれていた、彼を助けようとエドワーズ空軍基地へ向かう。だが、ロバートは一足先にT-Xから撃たれ、死の間際にクリスタル・ピークに向かうよう言い残される。ジョンと共にT-Xを足止めし、クリスタル・ピークへ到着するが、そこにはスカイネットに関係するものはなく、スカイネットのシャットダウンは不可能と知り、ジョンと共に抵抗軍を組織する。また、ジョンによるモノローグでは2032年からT-850を送り込んだのがケイトであることが明かされる。このためT-850に対する命令権もケイトにあるなど、終始ジョンをリードするカカア天下ぶりを見せる。
父親が軍関係者であることを除けば戦闘に関しては素人だが、ジョンに再開した際には打撃で彼の体勢を崩し、手に持ったエアガンを取り上げた。またハンターキラーと遭遇した際にはロバートを失った怒りからか、ジョンが取り落としたアサルトライフルを拾って射ち、撃破に成功している。また、小型飛行機やヘリコプターを操縦できることを明言しており、このおかげでクリスタル・ピークまで安全にたどり着くことができた。
T4
抵抗軍の軍医。ジョンの子を妊娠している。

カイル・リース（Kyle Reese）
演 - マイケル・ビーン（T1、T2特別編）、アントン・イェルチン（T4）、ジョナサン・ジャクソン（TSCC）、ジェイ・コートニー（TG）
ジョンの父親であり、「スカイネットが存在する未来」における人類抵抗軍の兵士。
T1
2029年の人類抵抗軍におけるジョンの部下。技術情報部隊に所属しており、階級は軍曹。認識番号はDN38416。ジョンを敬愛し、彼から譲り受けた写真（T-800（演 - フランコ・コロンボ）の襲撃時に焼失する）のサラに好意を持っていたが、2人が結ばれることはジョンの存在に関わる情報であるため、タイムパラドックスを危惧したジョンからは「父親は核戦争前に死亡した」と事実の一部だけを伝えられていた。サラがT-800に狙われることを知り彼女を守るため、T-800相手に孤立無援、さらに時代の設備不足から元いた時代にも帰れない片道切符を承知で志願して1984年へ飛ぶ。最初はサラに連続殺人鬼と誤解されたが、テクノワールでT-800からサラを救って説得し信頼を得る。しかし、T-800を車で轢いたことから事情を知らない警察に逮捕され、ロサンゼルス警察署に拘束される。T-800が警察署を襲撃してきた混乱に乗じサラと共に脱出、休息に入ったモーテルで想いの丈を告白し、愛を交わした。
その後、迫り来るT-800に手製爆弾で対抗し、負傷しながらもT-800にダメージを与えていくが、逃げ込んだサイバーダイン社の工場での奮戦で力尽き、最後の力を振り絞って爆弾をT-800の腰にねじ込み下半身と左手を爆破して死亡した。
T2特別編
サラの夢の中に登場。サラやジョンが作中で語っている「運命なんてものはない。未来は、自分自身の手で作り上げていくものだ。」というメッセージはカイルが残したもの。
T4
設定年齢16歳。スターと共に生活しつつ、抵抗軍ロサンゼルス支部を名乗り、ロス跡に出現するマシンたちを倒していた。その最中にマーカスと出会い、始めは得体の知れない彼に対し敵意を向けていたが、マーカスからショットガンのスリングの取り付け方やラジオの修理といった技術を教えてもらうことで徐々に信頼を築き、行動を共にするようになる。物語中盤でハーヴェスターに捕獲され、スカイネットセントラルに収容されてしまうが持ち前の冷静さとジョンがラジオ放送にて語っていたT-600の破壊方法を用いて敵の拘束から逃れることに成功する。その後、自身にとって後の息子となるジョンとの対面を果たし、T-800の追跡を振り切った後、共に生還したジョンによって抵抗軍のシンボルであるジャケットを贈呈される。
TG
設定年齢24～25歳。1984年に向かう途中、「子供の頃の自分が経験していないはずの過去」を垣間見る。T-1000の襲撃や戦士となったサラと彼女に従う守護者など、予想だにしない状況に翻弄されながらも、2人と共にスカイネットに抗っていく。今作ではジョークや皮肉な発言をする場面が多々あり、2017年にて警察尋問官に「イヤミな奴」と呼称される（この発言すらもさらにジョークで返している）。
TSCC
作中ではまだ子供であり、少年時代の兄デレク・リースと公園で遊んでいる姿をジョンと大人になったデレクに目撃される。この他、幻影として現れ、負傷したサラを激励し導く。さらに第2シーズンのラスト、未来へタイムスリップしたジョンの前にデレクと共に対面する。
新T2
看護婦であるメアリー・シェアとアメリカ陸軍工兵隊中尉であるデニス・リースの間に生まれた、一人息子。廃墟の中で生まれ育ち、人類抵抗軍の優秀な兵士として成長する。伝説の戦士であるサラを守るため、過去へのタイムスリップに志願する。

ピーター・シルバーマン博士（Dr. Peter Silberman）
演 - アール・ボーエン（T1、T2、T3）、ブルース・デイヴィソン（TSCC）
警察に協力している犯罪心理学者。未来世界とは本来無縁だったが、ターミネーターと幾度も遭遇し戦いに巻き込まれる。
T1
逮捕されたカイルを尋問するが、突拍子もない未来世界の話を信じることなく彼を頭のおかしい犯罪者と見なす。T-800がウエストハイランド警察署を襲撃するのと入れ違いに署を出たため、目の前を通り過ぎたT-800を目撃することなく、銃撃戦にも巻き込まれなかった。
T2
ペスカデロ警察病院に勤務している。サラの担当医師であり、彼女に膝をペンで刺されるなど痛い目に遭っている。サラによるターミネーターの話を妄想と断定するが、半年前の彼女との約束では病状が良くなったら監視の緩い病棟に移すことにしていた。しかし、サラの嘘を見抜いて「さらに半年ほど延長する」と言い渡したため、彼女に殺されそうになる。その後、わずかな隙を付かれ脱獄を許してしまい、途中で彼女の人質となってしまう。T-800を見て逆走してきたサラを捕らえようとするが、看守をT-800に蹴散らされたうえ、T-1000が鉄格子を液化して通過する姿を見て愕然となる。脚本およびノベライズでは、カイルやサラの話が真実だったことを知って自らも精神を病んでしまう描写がある。
T3
犯罪被害者のカウンセラーとなっている。ケイトが保護された際には、自身も妄想を見たと発言するなど、ターミネーターの存在を妄想と考えることで精神の安定を保っていた。だが、その直後に警官隊の前に現れたT-850を見て取り乱し、ケイトを放って逃げていく。
TSCC
『T2』での出来事以降、ターミネーターの存在を信じるようになったが、人間に擬態したマシンを警戒しているうちに人間不信に陥り、カウンセラーを引退して山で隠居生活を送っていた。エリソンがT-888の手を持って訪問してきた際には彼を焼き殺そうとしたため、逮捕されペスカデロ精神病院へ収容された。
新T2
ペスカデロ警察病院での出来事を正直に証言したために頭がおかしくなったと判断され、病院を退職する。それからは病院での出来事を自身の妄想だと思い込もうとしていたが、再就職したロサンゼルスのエンシナス中間更生施設でサラとまたもや再会して真実に向き合わざるを得なくなり、協力を申し出る。

## サラとジョンの血縁者
サラの母
サラの母で、娘とは違う場所に住んでいる。
T1
本人は登場せず、T-800が模倣した声だけが登場している。直接的な描写はないが、恐らく自宅に襲撃してきたT-800に殺害された模様。サラからの電話を、T-800はサラの母の声を擬装して電話に出ることで潜伏先のモーテルの電話番号を聞き出す。直後にT-800はその番号に電話をかけてモーテルの住所を聞き出し、サラとカイルを追い詰める。
TG
サラがカイルに語った話の中で登場。1973年にT-1000がサラを狙って襲ってきた際、最初の犠牲者となった末、サラと一緒に釣りに出かけるところであった夫も次なる犠牲者となった。
サラの父
サラの父。
TSCC
作中では既に故人で、サラの独白で言及されるのみ。帰還兵で、戦地でのことは沈黙したまま死去したが、父の姿が現在の自身に少なからず影響しているとあの人は考えている。
TG
サラがカイルに語った話の中で登場。1973年にT-1000がサラを襲った際、彼女と一緒に釣りに出かけるところで妻を殺されて自身も命の危機に陥るが、サラを逃がしてから死亡した。この時、サラの掌へ残したメッセージが、物語上重要な役割を持つ。

## マイルズとその血縁者
マイルズ・ダイソン（Miles Dyson）
演 - ジョー・モートン（T2）、コートニー・B・ヴァンス（TG）
T2
サイバーダイン社の特殊開発部部長で、T-800のCPUを基にした新型CPU開発プロジェクトチームのリーダー。妻タリッサと息子ダニー（特別編では娘ブライスも登場）がいる。
スカイネットの誕生を阻止しようとしたサラによって殺されかかるが、妻子の懇願にサラがためらっていたところでジョンとT-800が到着して殺されずに済んだ。その後、T-800の正体を見せられ、さらに審判の日の説明を受けて自らの研究が人類に大変な災厄をもたらすことを認識する。そのため、妻子を逃がした上でサラ達による研究所侵入の手引をするが、突入してきたSWATに撃たれ、重傷を負う。死を覚悟してジョンたちの脱出を助けるため、自ら研究して作り、研究所に篭りきりで開発にかまけるあまり家族との時間さえも犠牲になっていたことから「このために5年も無駄にした」と斧で破壊したCPU模型の一部を手に持ち、自身がデス・スイッチとなってSWATを遠ざけ研究所もろとも自爆。
スカイネット開発の直接的な責任者だが、家族を心から愛していて研究に没頭し過ぎた際には謝罪し一緒に遊園地に行く約束をしたり、サラの襲撃を受けた際には「子供だけは助けてくれ」と懇願するなど善人であることがわかる。
TG
時間軸が変わったことで上記の事件が起こらずサイバーダインも存続することになったため生存しており、同社の重役ポジションに就いている。なお、本作中では息子ダニー共々、『T2』とは異なりサラ達と直接接触する場面は無い。
ジョンの持つ高度な未来の技術情報を彼の才能と見なして惚れ込み、息子のダニーと共にジョンのスーパーハイテク構想を実現すべく、手厚い支援を行っている。

ダニー・ダイソン
演 - デボーン・ニクソン（T2）、ダイオ・オケニイ（TG）、ショーン・プリンス（TSCC）
マイルズ・ダイソンの息子。
T2
まだ子供で、サラがマイルズを襲撃した際にラジコンカーで遊んでいたダニーの悪戯が、サラの狙撃からマイルズを救う。T-800が正体を明かす際にジョンの計らいで席を外され、その後サラたちの話を聞き、母タリッサと共に万が一に備えて退避した以降の動向は不明。サラに終われたマイルズを庇う等父親思いの少年である。
TG
成長した姿で登場し、マイルズと同じくサイバーダイン社に就職。2010年代の時点では新型の基本OS「ジェニシス」を開発するが、2014年にスカイネットから送り込まれて開発に加わったジョン（T-3000）に知らないコードを組み込まれたことにより、ジェニシスの全貌を把握できなくなった半面そのスペックはさらなる上昇を見せ、マイルズと同様にジョンを深く信頼するようになる。そして、2017年では完成間近のジェニシスのみならず、液体金属製のロボット（T-1000の原型）や電磁波を利用したタイムマシンの開発にも関わり、その高度なハイテク構想の数々に惚れ込んでいる。
TSCC
母タリッサと共にサラやジョンと再び遭遇するが、行方不明となる。

タリッサ・ダイソン
演 - S・エパサ・マーカーソン（T2）、シャーレイン・ウッダード（TSCC）
T2
マイルズの妻。夫との間に一人息子のダニーがいる。自宅にサラの襲撃を受け、負傷した夫からは逃げるよう言われるが、父の窮地に駆けつけたダニーと共にマイルズを庇おうとする。その後、説得のためにT-800の腕の中身を見せ付けられ、夫のサイバーダイン社退職に同意する。
日本語吹き替え版では何故か夫のことを「ダイソン」と呼んでいる。夫婦仲は良好だったが、研究に没頭し過ぎるマイルズに「どれだけ惚れこんでも、チップ（CPU）は愛してくれない」と注意する聡明な女性。
新T2
マイルズの死後、女手一つでダニーを育てている。夫の死の元凶となったサラを憎んではおらず、マイルズの敵討ちのためサラの情報を追うジョーダンに、警察に伏せていた真実を伝える。
TSCC
シングルマザーとなっている。サイバーダイン社の情報を調べるサラからコンタクトを受け、夫の死の元凶となった彼女に対する葛藤を抱えながらも、息子を思う母としての共感から知っている限りのことを話す。
ブライス・ダイソン
演 - Na'loni Durden
マイルズの娘。劇場公開版には登場せず、完全版に1シーンのみ登場する。『TSCC』には登場せず、マイルズの子供はダニーのみとなっている。
ジョーダン・ダイソン
マイルズの弟。
新T2
元FBI捜査官。サイバーダイン社で爆死したマイルズの弟。マイルズを殺したのはサラだと思い込んでおり、復讐を狙っている。マイルズの妻であるタリッサの証言にも耳を貸さず、サイバーダイン社に就職してサラ及びジョンを確保しようとするが、ジョンの証言及びサリーナの不審な行動に疑問を抱き、遂にサリーナに対して反旗を翻す。

## 「ターミネーター」
- サラの母

エド・トラクスラー
演 - ポール・ウィンフィールド
ロサンゼルス市警ウエストハイランド警察署の警部。T-800がサラを探す過程で同姓同名の人物を2人殺害した「サラ・コナー殺人事件」を担当する。サラの安全を確保するため、マスコミに声明を発表させたり、自宅にパトカーなどを派遣した。その後、ディスコ「テクノワール」にいるサラから電話連絡を受け、その場を離れないようにアドバイスした。カイルを逮捕、尋問して未来の話やターミネーターのことを聞かされる。最初はサラに「撃たれても死なないのはターミネーターだからではなく、防弾チョッキを着ていたから」と説明していたが、カイルの真剣な様子から次第に彼を信用していく。T-800が警察署を襲撃した時は、自ら保管庫からM16を取り、背後からT-800を撃つがビクともせず、逆に撃たれて重傷を負う。
- 未公開シーンでは、テクノワールのサラから連絡を受け、ブーコビックと共に現場に向かうシーンと警察署襲撃の際、自力で脱出したカイルとサラを呼び止め、カイルにサラを守るようにと銃を渡すシーンが追加されている。このシーンから見るにカイルの事を完全に信用した模様。

ブーコビック
演 - ランス・ヘンリクセン
名前はブコビッチとの表記もある。ウエストハイランド警察署の警部補。トラクスラー警部と共に電話帳殺人事件を担当する。カイルを逮捕した時にカイルの話をまったく信じていなかった。T-800来襲の際に、重傷を負ったトラクスラーを見て自らのM16でT-800を撃つが、T-800の反撃を受け死亡した模様。
ジンジャー
演 - ベス・モッタ
サラのルームシェアメイト。プライベートでは常に大音量のイヤホンで音楽を聴いており、恋人マットと同衾して事を行なう最中もイヤホンを離さないほどである。この悪癖のため、軽食を作っている間に起こったマットとT-800の乱闘にも気づかず、マットの無残な姿を見せられて逃げようとするも、T-800にサラと誤認されて撃たれ死亡。
マット
演 - リック・ロッソヴィッチ
サラの友人で、ジンジャーの恋人。サラが外出した際に入れ違いに家に入り、眠っている時にT-800に狙われ、抵抗を試みるが殺されてしまう。

## 「ターミネーター2」
- マイルズ・ダイソン
- ダニー・ダイソン

ジャネル・ヴォイト（Janelle Voight）
演 - ジェニット・ゴールドスタイン
サラが逮捕された後、ジョンを引き取った養母。ジョンが非行に走るのもあって、あまりいい感情を持っていない。T-1000が来た日のカーチェイス後、ジョンの家で待ち伏せするためにやってきたT-1000に殺され、その外見や声をコピーされる。
トッド・ヴォイト（Todd Voight）
演 - ザンダー・バークレー
ジョンの養父でジャネルの夫。自分以外のことには誰かから言われない限り干渉するのを面倒臭がったり、他人の都合よりも自分の都合を優先する面があり、それが影響してか夫婦仲はあまり良いとはいえない。ジョンが家に電話をかけてきて、それにジャネルに擬態したT-1000が対応しているのにも構わずT-1000に向かって飼い犬（マックス）が吠えていることに悪態をついた為、彼を邪魔と感じたT-1000によって飼い犬もろとも抹殺される。この時、T-1000が化けたジャネルに電話中のジョンが違和感を抱くくらいに性格が違っていることにも気付かないほど夫婦仲はすっかり冷え切っていた。
ティム（Tim）
演 - ダニー・クックセイ
ジョンの悪友の少年。ラジカセを持ち歩いている。ジャネルのことを「うるさい親」と語る一方でサラの写真を見て「イカしてる」と評する。ジョンと共に非行を行っていたが、友達想いでもあり、警官に変装したT-1000がジョンを探していると知ると逃がそうと尽力するが突き飛ばされてフェードアウトする。劇中で「I'm gonna go get some quarters. I'll be back, alright?（コインがなくなったから両替して戻ってくる）」というセリフを発している。

## 「ターミネーター3」
スコット・メイソン
演 - マーク・ファミグリエッティ
ケイトの婚約者で、機械に詳しい。就寝中、部屋に侵入したT-Xに殺されコピーされる。一部メディアでは、姓が「ピーターソン」となっている。
ロバート・ブリュースター
演 - デヴィッド・アンドリュース
ケイトの父親でアメリカ空軍技術中将。軍が進めているスカイネット開発計画「サイバー・リサーチ・システムズ（CRS）」の総責任者。スカイネットはまだ未完成であり、人間による管理を受けるべきと考えている。インターネット上を席巻する新型コンピュータウイルスを駆除するためにスカイネットを起動させるようにという軍上層部の要請に反抗したが、結局予算の増額を餌にスカイネットを起動させてしまう。直後、出現したT-Xによって致命傷を負わされ、自分がパンドラの箱を開けてしまったことを悟った彼はジョンとケイトにクリスタル・ピークに行くように命じて息を引き取る。
以下は、「審判の日」後の人類とスカイネットとの戦争で人類側の幹部、すなわちジョンの側近となる人間で、T-Xの第二のターゲット（第二のターゲットにはロバート・ブリュースターも含まれている）。
ジョージ・ホセ・バレラ
深夜のハンバーガードライブスルーでバイト中、客を装ってやって来たT-Xに射殺される。
ウィリアム・アンダーソン
通称：ビル。家で友人たちと酒盛りをしている最中に家にやってきたT-Xに射殺される。
彼の姉のエリザベスも未来の幹部の一員であり、弟のビルが殺されたときに家の2階にいたため、劇中に具体的な描写は無いがビル同様T-Xに殺された可能性が高い（小説版では、2階にてテレビを見ている所でT-Xに射殺されたと書かれている）。
ちなみに小説版では、T-Xが最初に服を奪った女性がアンダーソン姉弟の母親のように描写されている。

## 「ターミネーター4」
マーカス・ライト
演 - サム・ワーシントン
死刑囚として服役中、サイバーダイン社と献体の契約を交わした男性。契約直後の2003年に死刑を執行され、T-RIP型ターミネーターへ改造された後、2018年にジョンがスカイネットの基地を襲撃した際に起きた爆発の影響により、起動して行動を開始する。地雷で負傷するまで自身が改造されていたことに気づかなかったうえ、物語終盤までスカイネットが自分に与えた「ジョンを抹殺するためにスカイネットセントラルへ彼を誘き出す」という役割にも気づかなかったが、スカイネットから真相を明かされても屈せずにジョンを助け、T-800に辛勝する。最後はT-800によって深手を負わされたジョンへ自らの心臓を提供し、2度目の生涯の幕を閉じる。
ブレア・ウィリアムズ
演 - ムーン・ブラッドグッド
人類抵抗軍のジョン率いる部隊に所属するA-10を駆る女性パイロット。トランスポーターで移送中の民間人救出へ向かう途中、護衛の飛行型ハンターキラーに襲われて機体が被弾したために脱出し、パラシュートで降りた先にてマーカスと出会う。マーカスの心臓の鼓動を聞き、その体温に触れて善人であることを確信したうえ、彼が機械の身体であることを知っても敵ではないと見なし、脱走に手を貸す。
バーンズ
演 - コモン
人類抵抗軍のジョン率いる部隊に所属する幹部であり、ジョンの右腕。スカイネットや機械軍への敵対心は強く、ブレアがマーカスの脱走に手を貸した折には躊躇していた部下たちとは対照的に、彼女を巻き添えで殺すのも覚悟のうえでマーカス目掛けてRPG-7を発射した。
アッシュダウン
演 - マイケル・アイアンサイド
人類抵抗軍の将軍で、司令部から軍を統括する将軍たちの筆頭格。司令部（潜水艦）の位置をスカイネットから隠そうとするあまり、警戒心が強い。スカイネットセントラルの破壊には民間人を含めて犠牲が出るのはやむを得ないと思っており、民間人の保護を優先するジョンと対立する。最終的にはジョンの呼びかけで抵抗軍の全員がジョン側に回ったことで作戦は遂行されず、ロシェンコからスカイネットの罠にはまっていたことを告げられた直後、位置を突き止められて攻撃を受けた潜水艦と運命を共にする。
小説版では『T2』でサラがペスカデロへ収監されていた件について「彼女は異常者ではなく、未来を正確に見抜いた預言者」とジョンに言いつつも、「サラや君の言う予言が絶対ではない」とも言った。また、スカイネット率いる機械軍を軽視して人間を過大評価する、人間中心主義者的な言動も見せる。
ロシェンコ
演 - イヴァン・グヴェラ
人類抵抗軍に属するロシア人の将軍で、アッシュダウンの片腕。ジョンや彼の部隊の能力や実績を評価しており、重要な作戦を任せるようアッシュダウンに進言した。また、ジョンの願いに応じて自分たちが入手したスカイネットの極秘情報を教えたが、そこには「ジョンが2番目で、カイル・リースは最優先の抹殺ターゲット」という衝撃的なものが含まれていた。最終的にはジョンの主張が正しくアッシュダウンの作戦が間違っていたことを悟り、それをジョンに伝えながらアッシュダウンと共に爆死した。
小説版ではジョンから「たたき上げの将軍だから、階級の低い者の発言にも真剣に耳を傾ける」と評される一方、「相手が軍にとって危険と判断すれば、容赦なく撃ち殺すだろう」とも評された。
スター
演 - ジェイダグレイス・ベリー
カイルと2人で人類抵抗軍ロサンゼルス支部を構成し、行動を共にする少女。戦争のトラウマが原因で、言葉が喋れない。カイルとはジェスチャーで会話することもあるが、聴覚に特に不自由はないようで、マーカスの言葉は理解できる。また、マシーンの気配・接近をいち早く察知する能力を持つ。幼いながらも胆が据わっていてよく気が付き、弾の補充、ジョンが取り落とした起爆装置の回収など好サポートを見せた。カイルと共に拉致され、スカイネットの基地へ移送される。
小説版では、スターという名前はカイルが「星空の下で出会った」から命名したもので、本名は不明。自身は、スターと呼ばれることをまったく気にしていない。
バージニア
演 - ジェーン・アレクサンダー
ガソリンスタンド兼コンビニを根城に、自警団のようなものを構成する一味のリーダー的存在の老婆。カイルとマーカスがガソリンを分けてもらいに来た時、渋る仲間を遮って彼らに食糧を与える。ハーヴェスターに拉致され、トランスポーターでスカイネットの基地へ移送される。
セレーナ・コーガン
演 - ヘレナ・ボナム＝カーター
サンフランシスコ在住の女性科学者。2003年に獄中のマーカスを度重なる説得で献体となることを承諾させる。マーカスの承諾を得る前から末期ガンに蝕まれており、審判の日以前に死亡する。自分がターミネーターであることを知らないまま起動したマーカスにとっては、死んだはずの自分に何が起こったのかを知るための手がかりであった。

## 「ターミネーター:新起動/ジェニシス」
- マイルズ・ダイソン
- ダニー・ダイソン
- サラの母
- サラの父

アレックス
演 - マット・スミス
2029年のロサンゼルスでジョンが指揮する、収容所を偽装した最終兵器（タイムマシン）への攻撃作戦に参加した人類抵抗軍の一員である、細身の白人男性。しかしその正体は、スカイネット自らがコントロールする潜入型ターミネーターの特別機とも呼べるもので、命を狙われた1984年のサラを救うべく一方通行のタイムトラベルに志願したカイルが電磁場の中で宙に浮いているのにジョンを含む皆が気を取られる中、ジョンを背後から不意を突いて襲ってT-3000へと化させ、カイルが転送を終えた直後にはジョン以外のその場に居合わせた抵抗軍も皆殺しにした。
オブライエン
演 - ウェイン・バストラップ（1984年） / J・K・シモンズ（2017年）
警察官。1984年のロサンゼルスにおいてカイルを不審者として逮捕した際にT-1000による襲撃の巻き添えになり、同僚を殺されて自身もカイル共々危機に陥るが、彼と合流するために現れたサラのおかげで助かる。この時、カイルの話から「彼らはタイムトラベラーなのではないか」と独自に推測していた。2017年ではサンフランシスコにおいて老年に差し掛かりながら刑事を続けていたが当時の事を熱心に語っていたためか同僚から変人扱いされていた。そこに現れた若い姿のままのカイルたちと再会し、自分の考えが正しかったことを確信する。
サンフランシスコの警察署をT-3000と化したジョンが襲撃した際に撃たれて負傷するが、T-800（守護者）が割って入る形で助かり、事情を明かされた上で協力する。そして最後は警察署屋上のヘリポートからヘリを調達してサイバーダイン社へと向かうカイルたちに「（警察には）車で逃走すると報告しておく」と言い逃がそうとするが、直後に現れたジョンとの戦闘が始まる。しかしジョンはカイルたちへの攻撃を最優先としていた為、その場でオブライエンを殺しはせず、そのまま見逃される形で生き残る。ちなみに再会したカイルとのやり取りによると、1979年に高校を卒業してから、アメリカ海軍に入隊したとのこと。
ガーバー
演 - ダグラス・M・グリフィン
1984年のロサンゼルス市警察の警察官で、オブライエンの同僚。T-1000から逃げる途中のカイルとぶつかり、オブライエンと共に彼を不審者として逮捕するが、直後にT-1000によって殺され、拳銃を奪い取られた。

## 「ターミネーター:ニュー・フェイト」
グレース
演 - マッケンジー・デイヴィス、ステファニー・ギル（少女期）
「スカイネットが存在しない未来世界」から送り込まれた人類抵抗軍の女性兵士。ターミネーター製造過程で誕生したサイバネティックス技術を人体に応用させた強化人間であり、素手でもターミネーターと渡り合う戦闘能力を持つ。
2020年時点ではアメリカで暮らすごく普通の少女だったが、リージョンの反乱による混乱の過程で家族とはぐれ、困窮する中で未来のダニーに助けられる。それ以来彼女を守るために兵士として尽くし、Rev-7の大群との戦闘で重傷を負った際に志願して強化手術を受けた。
当初は自分ひとりで任務を遂行しようとしていたが、サラやカールの協力を得てRev-9に抗っていく。ダムでの決戦にて致命傷を負い、Rev-9を破壊するための最後の武器である自身のパワーパックをダニーに摘出させ、息を引き取った。
ダニー（ダニエラ）・ラモス
演 - ナタリア・レイエス
2020年のメキシコに暮らす若い女性。自動車組立工場で働いていたが、Rev-9に命を狙われグレースと共に逃亡生活を送ることになる。
同じような経験をしたサラには「リージョンに抗う人類抵抗軍を率いる指導者の母親」と推測されたが、実は彼女自身が指導者になる運命を背負っている。
当初は自身を取り巻く事態に困惑するばかりだったが、未来を知り、旅を続けるうちに逞しくなり、Rev-9を倒した後は悲惨な未来を変えるためサラの教えを受ける。
ディエゴ・ラモス
演 - ディエゴ・ボネータ
ダニーの弟。姉と同じ工場で働いていたが、Rev-9の襲撃に巻き込まれグレースとダニーと共に逃亡することになる。途中のカーチェイスの最中に致命傷を負い、グレースに姉を託した後自動車衝突に伴う爆発で死亡する。

## 「ターミネーター:サラ・コナー クロニクルズ」
- ダニー・ダイソン

キャメロン・フィリップス（Cameron）
演 - サマー・グロー
2027年のジョンが自分たち親子を守るために送り込んだ美少女型ターミネーター。
デレク・リース（Derek Reese）
演 - ブライアン・オースティン・グリーン
カイルの兄。
ジェームズ・エリソン（James Ellison）
演 - リチャード・T・ジョーンズ
指名手配中のサラを追うFBI捜査官。